# Alnus formosana
Alnus formosana — вид квіткових рослин з родини березових. Поширення: Тайвань.

## Біоморфологічна характеристика
Це дерево заввишки до 20 метрів. Кора темно-сіро-коричнева. Гілки пурпурово-коричневі, голі, смугасті; гілочки рідко запушені. Ніжка листка 1.2–2.2 см, тонка, густо запушена у борозні. Листкова пластинка еліптична або довгасто-ланцетна, рідко яйцювато-довгаста, 6–12 × 2–5 см, знизу в пазухах бічних жилок борідчаста, зверху майже гола, основа округла або широко клиноподібна, край нерівномірно дрібно-пилчастий, верхівка загострена або гостра; бічних жилок 6 або 7 з кожного боку середньої жилки. Жіноче суцвіття 1 або 2–4 у китиці, еліпсоїдної форми, 1–2.5 см. Горішок оберненояйцеподібний, 2–3 мм, з папероподібними крильцями 1/4–1/3 ширини горішка. Цвітіння: травень і червень, плодіння: липень — вересень.

## Середовище
Зростає на висотах від 400 до 2900 метрів. Це піонерний вид, який вимогливий до світла та добре адаптується до суворих умов, включаючи обвалені та меліоровані землі. Зазвичай він утворює чисті насадження на сонячних схилах русел річок, у вологих або відкритих місцях та вздовж нещодавно побудованих автомагістралей.

## Використання
Цей вид рідко вважається цінною деревиною на Тайвані, але він значною мірою сприяє стабілізації ґрунту на безплідних та обвалених землях. Невдовзі після того, як тайфун Моракот пошкодив деякі частини Тайваню, Alnus formosana засипала спустошену територію та допомогла у відновленні земель.